# بيدريت إي مارسا
بلدية بيدريت إي مارسا (بالإسبانية: Pedret y Marsá) هي بلدية تقع في مقاطعة جرندة التابعة لمنطقة كتالونيا شمال شرق إسبانيا.

## الديموغرافيا
بلغ عدد سكان بلدية بيدريت إي مارسا 175 نسمة عام 2011 (وفقاً للمعهد الوطني الإسباني للإحصاء).
| 112 | 125 | 141 | 158 | 172 | 160 | 175 |